# Беннетт, Джордж Джон
Джордж Джон Беннетт (англ. George John Bennett; 5 мая 1863, Андовер — 20 августа 1930, Линкольн) — английский органист и композитор.

## Биография
Учился в Королевской академии музыки у Джорджа Александра Макфаррена (композиция) и Чарлза Стеголла (орган), затем в Берлине у Карла Генриха Барта (фортепиано) и Фридриха Киля (композиция). Фортепианное трио Беннетта было исполнено в Берлине в 1885 году, среди исполнителей была его землячка Эмили Шиннер. В 1885—1887 гг. Беннетт завершил своё образование в Мюнхене под руководством Йозефа Райнбергера (композиция) и Ханса Бусмайера (фортепиано). По возвращении в Англию был принят в Тринити-колледж Кембриджского университета, где в 1888 г. получил степень бакалавра, а в 1893 г. — доктора музыки.
Работал органистом в Лондоне, а в 1895 г. занял место органиста Линкольнского собора и исполнял эти обязанности до конца жизни. Автор двух оркестровых увертюр, фортепианных и органных пьес, хоровых сочинений. Переложил для органа Торжественный коронационный марш П. И. Чайковского. Преподавал в Королевской академии музыки.
Женился на Марион Растон, дочери предпринимателя и политика Джозефа Растона; отец двух дочерей.